# ミシェル・ムーニエ
ミシェル・ムーニエ（Michel Meunier）は、フランスのアマチュア天文家。
小惑星センターによると、1997年3月10日に小惑星「(23663) Kalou」を発見している。「Kalou」は、彼の観測を支えてくれた妻、キャロライン(旧姓：シュナイダー)のニックネームにちなんでいる。
また、1997年にはフィリップ・デュプイと共同で周期彗星C/1997 J2 ムーニエ・デュプイ彗星を発見した。この発見により、彼らは遠隔地の望遠鏡を使って彗星を発見した最初の天文学者となった。